# Lingua inuktitut
L'inuktitut (ᐃᓄᒃᑎᑐᑦ inuktitut) è una lingua eschimo-aleutina parlata dal popolo Inuit in Canada.

## Distribuzione geografica
Secondo i dati del censimento canadese del 2011, i madrelingua inuktitut sono 34 110, di cui circa due terzi nel Nunavut e un terzo in Québec.

## Lingua ufficiale
La lingua inuktitut è una delle lingue ufficiali del Nunavut e dei Territori del Nord-Ovest, due territori del Canada.

## Classificazione
La lingua inuktitut appartiene al ramo inuit delle lingue eschimesi, a loro volta parte della Famiglia linguistica delle Lingue eschimo-aleutine.
Secondo Ethnologue e lo standard ISO 639, la lingua inuktitut è una macrolingua i cui membri sono:
- Lingua inuktitut canadese orientale [ike]
- Lingua inuinnaqtun o inuktitut canadese occidentale [ikt]

## Grammatica
L'inuktitut è una lingua polisintetica: una singola parola può arrivare a esprimere ciò che, in lingue come l'italiano o l'inglese, viene espresso da un'intera frase. Il processo di formazione delle parole avviene "incollando" lunghe sequenze di morfemi, i quali non vengono usati in isolamento, come parole autonome.
| Iqalliariaqtuqattalauqsimagaluarivungattauq.                        |          |        |               |            |       |          |        |             |      |        |
| iqalliaq-                                                           | riaq     | -tu    | -qattaq       | -lauq      | -sima | -galuaq  | -gi    | -vu         | -nga | =ttauq |
| pescare-                                                            | andare.v | -molto | -regolarmente | -dist.past | -perf | -sebbene | -anche | -indic.intr | -1sg | -anche |
| "Sebbene io avessi anche l'abitudine di andare a pescare molto."[3] |          |        |               |            |       |          |        |             |      |        |
Altra caratteristica della lingua è l'ergatività, ossia l'equiparazione del soggetto dei verbi intransitivi all'oggetto dei transitivi, anziché al soggetto dei transitivi. L'inuktitut è ergativo sia nella distribuzione delle marche di caso, sia in quella delle marche di accordo sul verbo - accordo che è polipersonale. In altre parole, il soggetto degli intransitivi e l'oggetto dei transitivi vanno allo stesso caso (l'assolutivo) e il verbo si accorda con essi utilizzando gli stessi morfemi di accordo, diversi da quelli del soggetto dei verbi transitivi, che prende anche un caso diverso (l'ergativo). È presente, inoltre, una costruzione antipassiva.

## Esempi

Dialetti della lingua

| inuktitut                                  | italiano                 |
| ------------------------------------------ | ------------------------ |
| ᐊᐃᓐᖓᐃ Aingai                               | Ciao (anche di commiato) |
| ᖃᓄᐃᐱᑦ? Qanuippit?                          | Come stai?               |
| ᐄ ii                                       | Sì                       |
| ᐋᒃᑲ aakka                                  | No                       |
| ᓇᑯᕐᒦᒃ Nakurmiik                            | Grazie                   |
| ᖁᔭᓐᓇᒦᒃ Qujannamiik                         | Grazie                   |
| ᐅᓪᓛᓴᒃᑯᑦ Ullaakkut                          | Buon giorno              |
| ᐅᓐᓄᓴᒃᑯᑦ Unnusakkut                         | Buon pomeriggio          |
| ᐅᓐᓄᓴᒃᑯᑦ Unnusakkut                         | Buona sera               |
| ᐅᓐᓄᓴᒃᑯᑦ Unnusakkut                         | Buona notte              |
| ᑲᑎᒐᒃᑭᑦ ᖁᕕᐊᓇᖅ Katiruutarivagit              | Piacere di conoscerti    |
| ᑭᓇᐅᕕᑦ? Kinauvit?                           | Come ti chiami?          |
| ᒫᓂᒥᐅᑦᓴᔭᐅᕕᑦ? Maanimiutsajauvit?             | Sei di queste parti?     |
| ᐃᑕᓕᐊᑲᓐᓃᓐᒑᖔᖅᓯᒪᔪᖓ Italiakanniingaaqsimajunga | Vengo dall'Italia        |
| ᓇᓪᓕᐅᓂᖅᓯᐅᑦᓯᐊᕆᑦ! Nalliuniqsiutsiarit!        | Buon compleanno!         |
| ᑭᓇ? Kina?                                  | Chi?                     |
| ᓱᓇ? Suna?                                  | Che cosa?                |
| ᓇᒥ? Nami?                                  | Dove?                    |
| ᓱᒻᒪᑦ? Summat?                              | Perché?                  |